# (5122) Mucha
(5122) Mucha (1989 AZ1) – planetoida z pasa głównego asteroid okrążająca Słońce w ciągu 4,17 lat w średniej odległości 2,59 j.a. Odkryta 3 stycznia 1989 roku.